# Culinária da Suíça

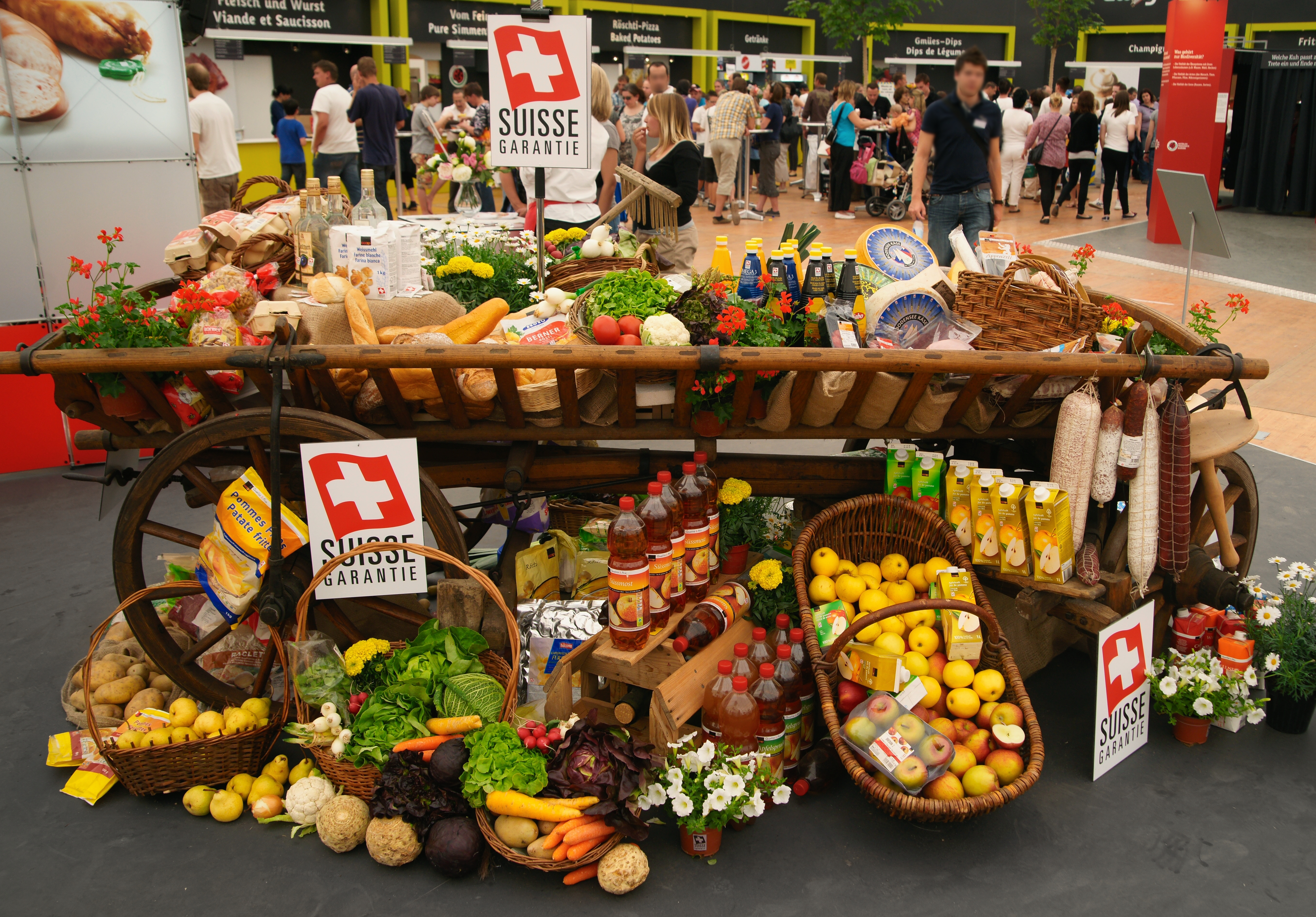
Réplica de carrinho de mão medieval com produtos típicos suíços em uma feira regional.

A culinária da Suíça é o conjunto de pratos, produtos, doces e práticas culinárias tradicionais da Suíça. É grandemente influenciada pelos países geograficamente vizinhos e culturalmente próximos, como a França, a Alemanha, a Itália, a Áustria e Lichtenstein. Os primeiros relatos conhecidos de desenvolvimento de uma culinária tradicionalmente Suíça se deram no século XII ao século XIV, com o início da produção do queijo Ementaler por pequenos agricultores e fazendeiros na região de Emmental em Berna. Os principais pratos, ingredientes e práticas usados na culinária e gastronomia suíça são o chocolate suíço, a batata, os queijos e o fondue.
A alta gastronomia suíça é historicamente reconhecida internacionalmente, acumulando mais de 100 estrelas no Guia Michelin em 2013 e sendo divulgada por chefs de cozinha como Oscar Tschirky e Benoît Violier. Em 2015, o restaurante do Hôtel de Ville Crisier da cidade de Lausana, foi apontado pelo ranking francês La Liste como o melhor restaurante do mundo e a Suíça foi indicada pelo Guia Michelin como o país com o maior número de resturantes gourmet per capita do mundo. Empresas suíças de alimentação como Nestlé, Nescafé, Lindt & Sprüngli e o chocolate Toblerone também são apontados como difusores da culinária e produtos alimentícios suíços pelo mundo.

## Principais produtos

### Chocolate

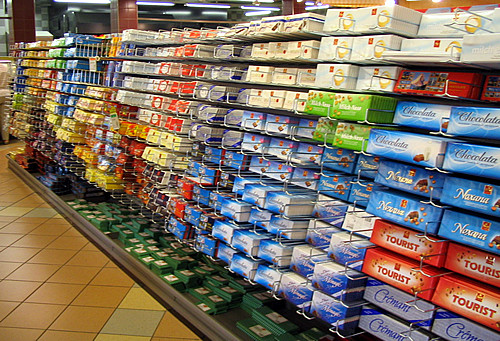
Chocolates suíços expostos em supermercado de Interlaken.

O início da produção de chocolates na Suíça ocorreu com a construção da primeira fábrica de chocolates mecanizada do mundo em 1819, na cidade de Vevey por François-Louis Cailler.  Outras pessoas como Charles-Amédée Kohler, Jean Tobler, Henry Nestlé e Rodolphe Lindt contribuíram também com a diferenciação do chocolate suíço, misturando avelãs, leite condensado e aperfeiçoando as técnicas e o modo de preparo.
De acordo com um estudo da Leatherhead Food Research, os suíços são o povo que mais consome chocolate do mundo, com um consumo médio anual entre 9 e 11,9 kgs per capita. Um estudo da Universidade Columbia de 2016 estabelece uma relação entre o alto consumo de chocolate dos habitantes suíços com o número de prêmios Nobel recebidos pelo país.
Atualmente, o chocolate é um dos principais produtos exportados pela Suíça, junto com o café e o queijo. Nestlé, Lindt & Sprüngli, Toblerone e Ovomaltine são as principais e mais proeminentes marcas exportadas pelo país.

### Queijo

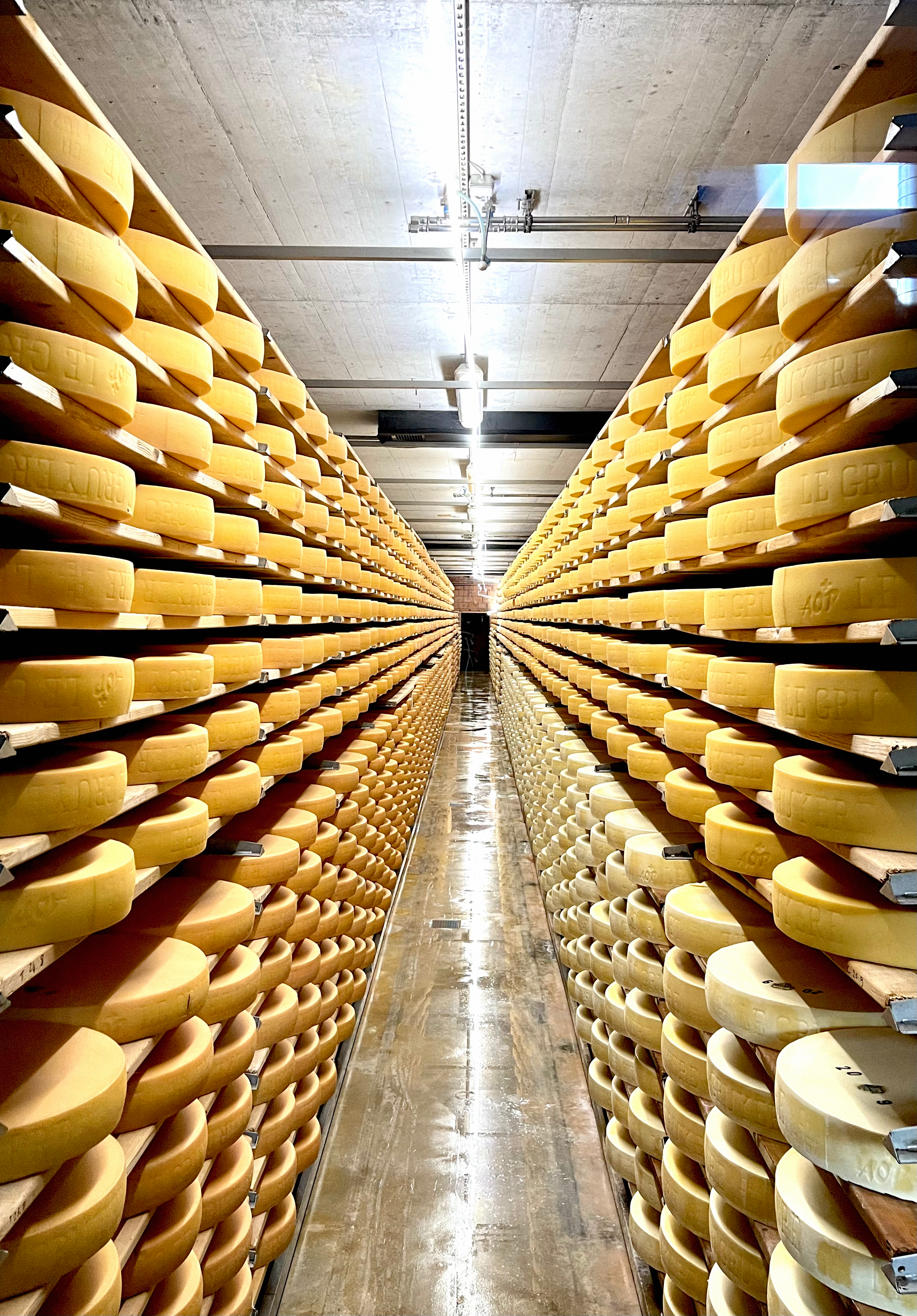
Fábrica de produção de queijos Gruyère em Friburgo.

Estima-se que na Suíça sejam produzidas mais de 450 variedades de queijo e os primeiros relatos da produção se dão entre o século XII e o século XIV na região de Emmental em Berna. O primeiro tipo de queijo produzido, o Ementaler é caracterizado pela cor amarelada, casca escovada e dura, consistência média e característicos buracos internos, o que também descreve a maneira como o queijo suíço é retratado no imaginário popular.
A maior parte da produção de queijos na Suíça é feita na região dos Alpes suíços e feita usando leite de vaca, porém leite de ovelha e cabra também são utilizados em algumas variações. Durante anos, foram atribuídos os buracos dos queijos suíços a roedores e ao dióxido de carbono liberado por bactérias nos baldes em que o leite era coletado, porém estudos recentes da Agroscope, a agência de pesquisas do Ministério da Agricultura da Suíça indicam que os buracos são causados por pequenos pedaços de feno. É atribuído também ao queijo suíço, altos níveis de ácido linoleico conjugado, o que diminui a chance de ataques cardíacos, diabetes e stress, segundo a Harvard School of Public Health.
Além do Ementaler, outros queijos suíços populares são o Gruyère, o Appenzeller, o L'Etivaz, o Sbrinz, o Tilsit e o Vacherin Mont-d'Or.

## Principais pratos

### Fondue
O fondue é um prato de queijo derretido, geralmente do tipo Emmentaler, Vacherin ou Gruyère derretido em um Rechaud com vinho branco e alho, em que pedaços de pão são afundados por garfos longos no queijo e consumidos.  Ao longo dos anos, virou um termo genérico para alimentos colocados em um líquido quente derretido.  Variações com chocolate e carne se tornaram relativamente populares em outras culinárias do mundo, como na culinária da Tailândia e na culinária dos Estados Unidos.
- Utensílios para fondue.
- Fondue de queijo.
- Fondue de chocolate.

### Muesli
O Muesli é um cereal matinal popular à base de flocos de aveia crus, frutas frescas e secas, iogurtes, sementes e foi desenvolvido em 1900 pelo médico suíço Maximilian Bircher-Benner para os doentes de tuberculose no seu hospital de Zurique. Devido a suas capacidades nutritivas, há relatos de que era o prato favorito de Bruce Lee pela manhã. Pode ser encontrado embalado a seco em supermercados e feito com ingredientes frescos.
- Embalagem de muesli fechada.
- Muesli em um prato a seco.
- Muesli em um prato preparado.

### Rösti
Rösti é um prato de batata crua ou cozida ralada que é frita em manteiga ou outro tipo de gordura (com ingredientes adicionais como cebola, toucinho, queijo, legumes, pedaços de maçã, ovos entre outros) na forma de uma panqueca aberta. Muitos suíços consideram o prato um prato nacional  e é frequentemente servido com leberkäse, espinafre e ovos fritos ou cozidos.
- Rösti sendo preparado.
- Rösti servido em um prato.
- Rösti com ovos.

### Suspiro
Suspiro, Baiser ou Meringue, é uma sobremesa feita de ovos batidos e açúcar, ocasionalmente também com ingredientes ácidos como limão ou creme tártaro e preparada assada. Também é  usados na cobertura de bolos e cupcakes. Foi criado na Suíça e aperfeiçoado na Itália e França no século XVIII.
- Suspiros brancos.
- Suspiros recheados.
- Suspiros em cupcake.

### Outros pratos
Grande parte dos pratos feitos na culinária e gastronomia suíça são feitos à base de batata, queijos, cogumelos e ingredientes de pequenos agricultores rurais. A proximidade geográfica de Itália, Alemanha e França influencia diretamente e muitos pratos estão relacionados com a culinária destes países. Embora muitos pratos tenham sido criados nestas regiões adjacentes, podem ser também considerados partes integrantes da culinária suíça, incluindo o Crepe, a Polenta, a Raclette e o Risotto.
- Bündner Nusstorte
- Crepe
- Malakoff
- Polenta

- Pizzochero
- RisottoRisotto
- Sopa de Cevada

## Principais bebidas

### Absinto

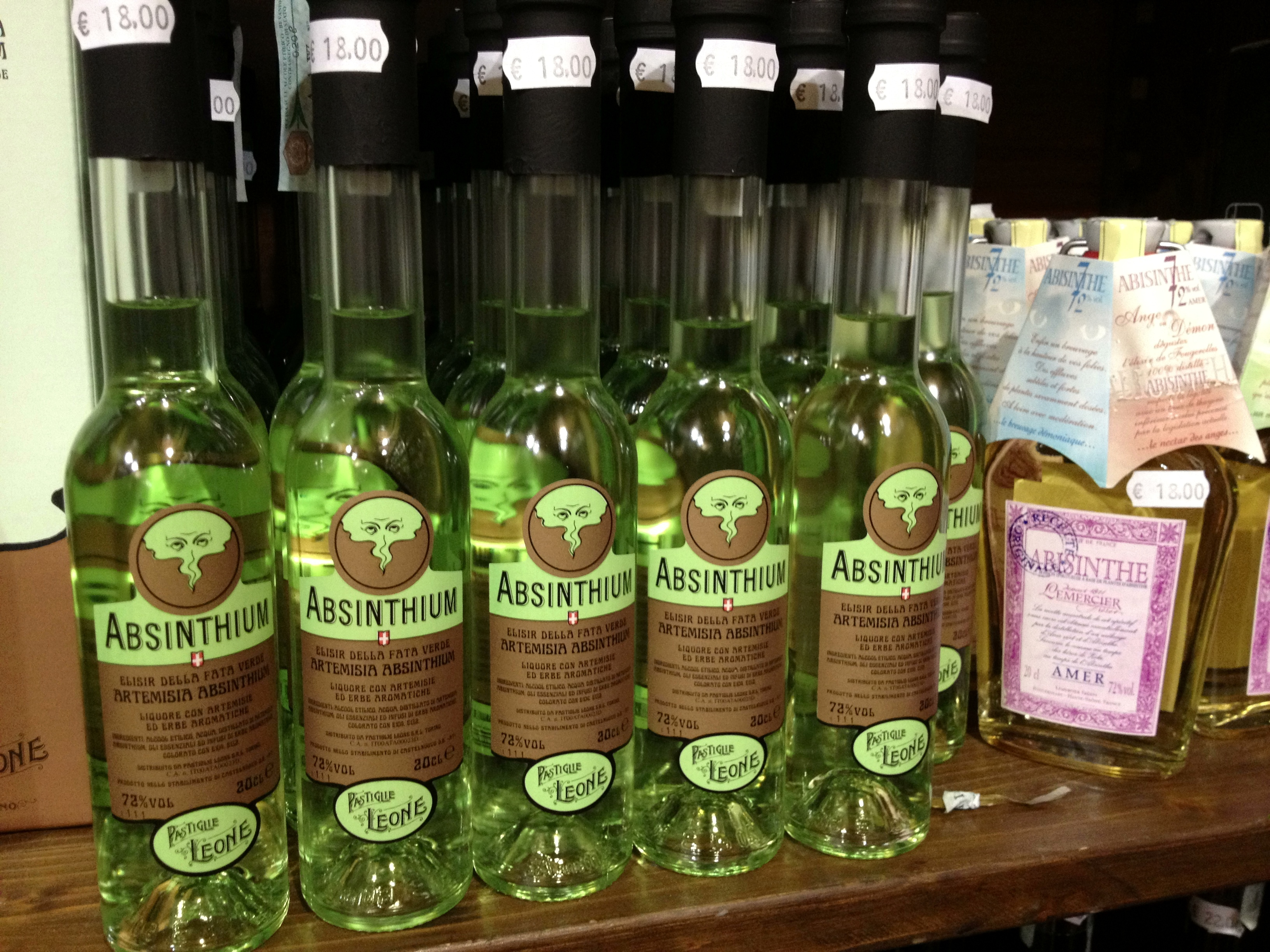
Garrafas tradicionais de Absinto.

O Absinto é uma bebida destilada descrita historicamente como altamente alcoólica (45% a 74% de teor alcoólico) É feita com as folhas e partes da flor 
Artemisia Absinthium, extrato de anis, funcho e outras ervas medicinais. Foi criado pelo médico Dr Pierre Ordianire em 1792 como uma poção digestiva para seus pacientes da cidade de Couvet na Suíça e rapidamente se espalhou na Europa.
É associado como parte da vida boêmia do século XVIII ao século XX na Europa e em outras partes do mundo. Ernest Hemingway, James Joyce, Charles Baudelaire, Paul Verlaine, Arthur Rimbaud, Henri de Toulouse-Lautrec, Amedeo Modigliani, Pablo Picasso, Vincent van Gogh, Oscar Wilde, Marcel Proust, Aleister Crowley, Erik Satie, Edgar Allan Poe, Lord Byron e Alfred Jarry foram conhecidos consumidores do Absinto.

### Café

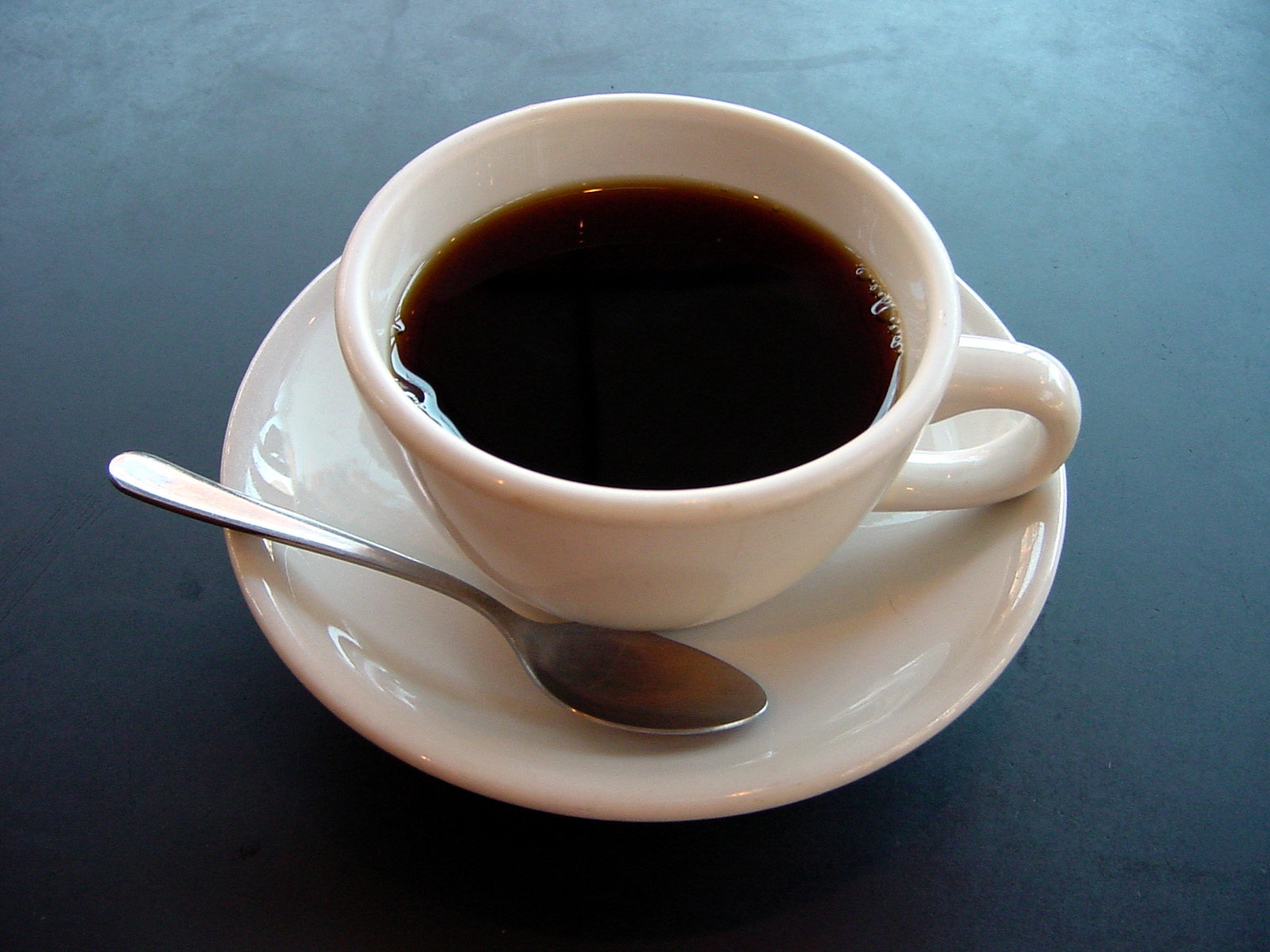
Copo de café preto.

O café é a principal bebida consumida na Suíça e de acordo com o jornal Telegraph, os suíços são os 7º maiores consumidores de café do mundo. Impulsionados pelas fábricas e plantas de café da marca Nescafé, da empresa multinacional Nestlé, a Suíça também é uma das principais exportadoras de café do mundo. Exportando aproximadamente US$ 2,4 bilhões em 2013, mais do que o queijo US$ 615 milhões e o chocolate US$ 822 milhões.
As primeiras cafeterias do país surgiram no século XVII e a cultura do café é altamente disseminada entre as zonas urbanas e rurais. De acordo com um levantamento de 2016, Zurique é a cidade mais cara do mundo para uma xícara de café e de 75 cidades ao redor do mundo, as 5 mais caras ficam na Suíça.

### Schweppes

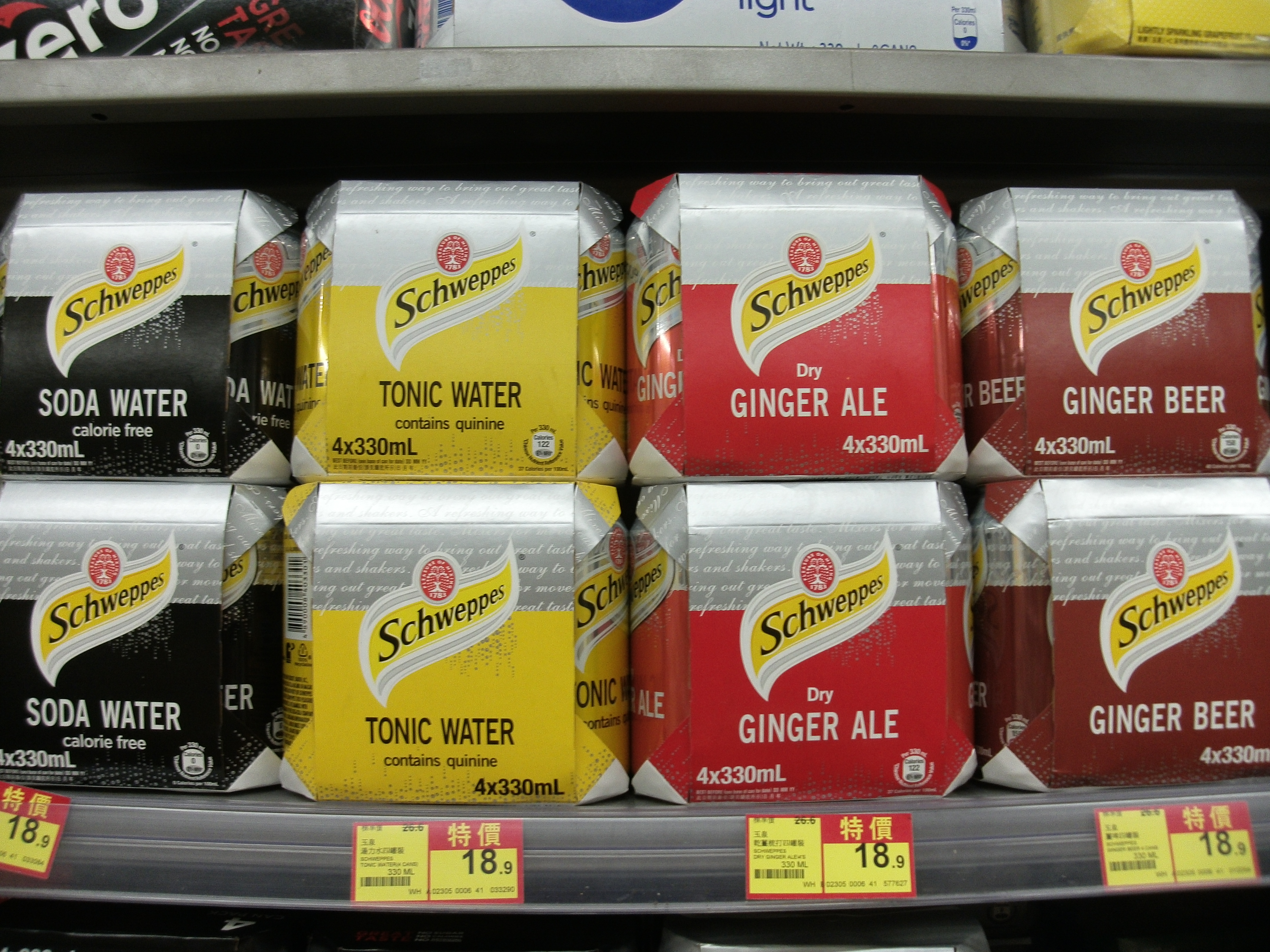
Schweppes expostos em freezer de supermercado.

A Schweppes foi inventada em 1783 por Jacob Schweppe, um farmacêutico e joalheiro da Alemanha que desenvolveu um método de produzir água carbonatada em escala industrial para tratar seus pacientes de gota e indigestão em Genebra. Em 1792, o mesmo transfere sua fábrica para Londres e começa a produzir a Schweppes como refrigerante para o público em geral. Em 1836, o rei Guilherme IV da monarquia britânica concede o direito exclusivo de fornecimento de água mineral engarrafada e refrigerantes para a monarquia, após a princesa Vitória e a duquesa de Kent terem "se apaixonado" pelo produto. Em 1969, a empresa se fundiu com a Cadbury e criou a Cadbury Schweppes. Em 1999, a marca Schweppes foi adquirida parcialmente pela The Coca-Cola Company, que passou a distribuir a bebida para mais de 155 países da América Latina, África e Ásia.
A bebida possui até os dias atuais grande popularidade na Suíça e versões com ginger ale, limão, guaraná, laranja, manga, groselha, tomate, hibisco e água tônica foram lançadas.

### Vinho

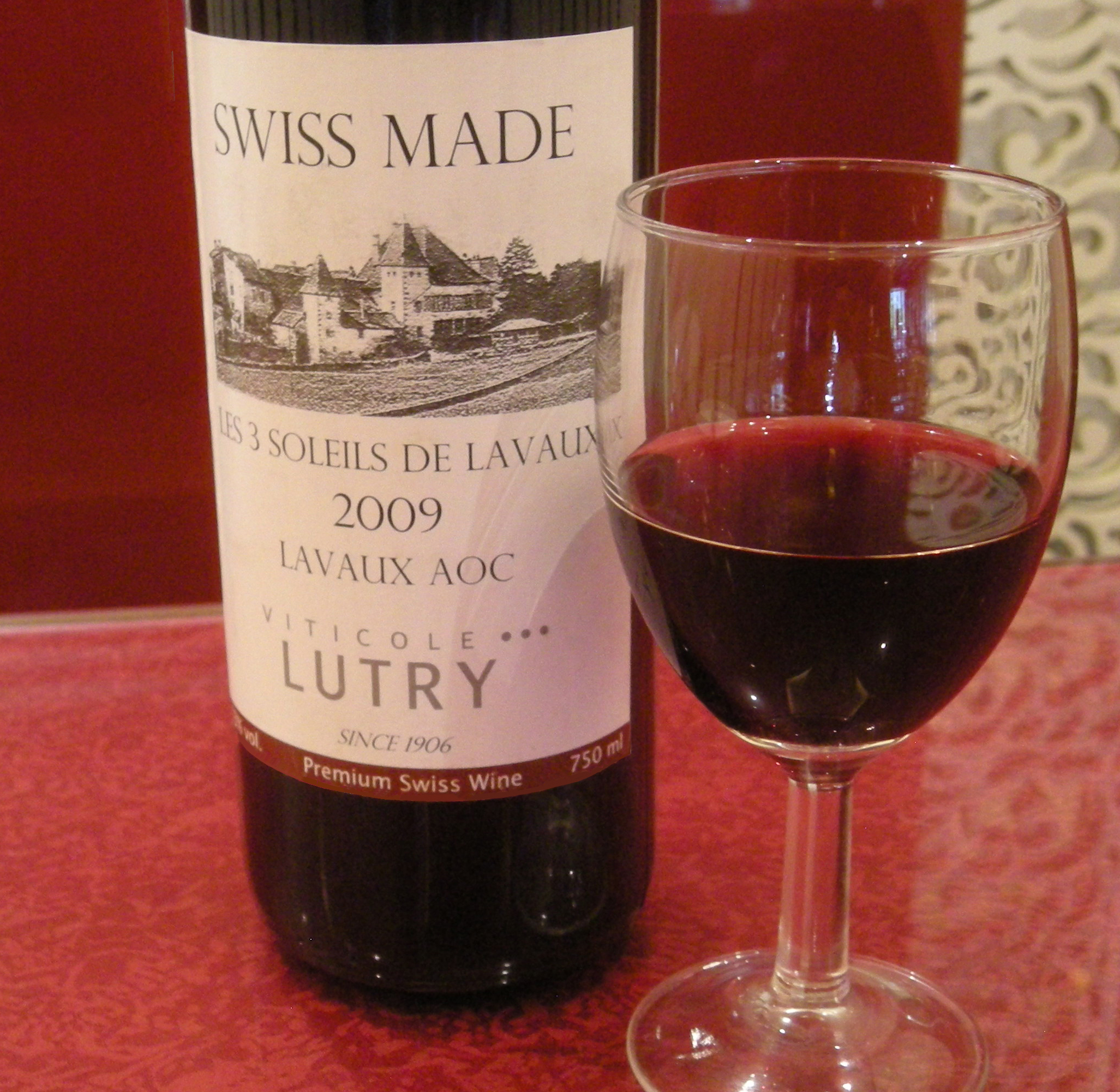
Garrafa de vinho Suíço.

O vinho é largamente produzido em território suíço, em 2008 era feito em aproximadamente 15.000 hectares dos cantões de Genebra, Neuchâtel, Ticino, Vaud e Valais. As principais variedades de uva plantadas dedicadas a produção de vinho são a Pinot noir em torno de 30% e a uva Chasselas em torno de 27%, porém são feitos com mais de 200 espécies de uvas.
A história da produção de vinhos na Suíça remontam ao Império Romano e a primeira garrafa, feita de cerâmica, foi achada em Valais no século II D.c. Quase toda a produção de vinhos é consumida dentro do próprio território e aproximadamente 2% é exportada para Alemanha e resto do mundo. O povo suíço é um dos 10 maiores consumidores de vinhos do mundo e importou em 1983 dois terços de todo seu consumo, incluindo mais Beaujolais que todo os Estados Unidos.